# 塔斯托别乡
塔斯托别乡，是中华人民共和国新疆维吾尔自治区伊犁哈萨克自治州巩留县下辖的一个乡镇级行政单位。

## 行政区划
塔斯托别乡下辖以下地区：
克孜勒尤勒吐孜村、巴哈拜村、英塔木村、阔那塔木村、塔斯托别村、喀拉巴克村、伊勒格代村和库克塔拉村。